# 아첨
아첨은 일반적으로 대상에 대해 자신의 환심을 사려는 목적으로 과도한 칭찬을 하는 행위이다.
역사적으로 아첨은 왕이나 왕비에게 말할 때 표준적인 담화 형태로 사용되어 왔다. 르네상스 시대에는 에드먼드 스펜서가 요정여왕에서 엘리자베스 1세 여왕에게 아첨한 것처럼, 윌리엄 셰익스피어는 맥베스에서 제임스 1세 왕에게 아첨했고, 니콜로 마키아벨리는 군주론에서 로렌초 2세 데 메디치에게 아첨한 것처럼, 르네상스 시대에는 작가들 사이에서 군림하는 군주에게 아첨하는 것이 일반적인 관행이었다.
그러나 아첨과 관련된 많은 연관성은 부정적이다. 아첨에 대한 부정적인 설명은 적어도 성경의 역사를 거슬러 올라간다.
성실하지 않은 아첨꾼은 많은 문학 작품에 등장하는 인물이다. 예를 들면 J. R. R. 톨킨의 반지의 제왕의 그리마 웜통그, 리어왕의 고네릴(Goneril)과 리건(Regan), 오셀로의 이아고(Iago)가 있다.
역사가들과 철학자들은 아첨을 윤리와 정치의 문제로 주목해 왔다. 플루타르코스는 "친구로부터 아첨꾼을 알리는 방법"에 대한 에세이를 썼다. 율리우스 카이사르는 아첨으로 악명 높았다. 데시데리위스 에라스뮈스는 자신의 저서 『우신예찬』에서 아첨을 칭찬했다. 아첨은 "의기소침한 영혼을 일으키고, 슬픈 사람을 위로하고, 냉담한 사람을 깨우고, 둔감한 사람을 분발하고, 병든 사람을 격려하고, 완고한 사람을 제지하고, 연인을 하나로 모아 단결하게 유지"하기 때문이다.

## 같이 보기
- 강화 (심리학)
- 피상적 매력